# Jessi Colter
Mirriam Johnson, känd professionellt som Jessi Colter, född 25 maj 1943 i Phoenix, Arizona, är en amerikansk countryartist. Hon är mest berömd för sina samarbeten med sin framlidne make, country-sångaren och låtskrivaren Waylon Jennings, och för sin stora hitlåt I'm Not Lisa från 1975.
Colter är en av få kvinnliga artister som anses tillhöra den s.k. outlaw country-rörelsen, i mitten av 1970-talet. 
Colter  släppte sin första skiva A Country Star Is Born 1970. Fem år senare skrev Colter kontrakt med skivbolaget Capitol Records och fick därefter sitt stora genombrott med låten, I'm Not Lisa. Singeln toppade country-listorna och nådde en femteplats på poplistorna. 1976 deltog hon på skivan Wanted: The Outlaws, som sålde platina.

## Discografi

### Studioalbum
- A Country Star is Born (1970)
- I'm Jessi Colter (1975)
- Jessi (1976)
- Diamond in the Rough (1976)
- Mirriam (1977)
- That's the Way a Cowboy Rocks and Rolls (1978)
- Ridin' Shotgun (1981)
- Rock and Roll Lullaby (1984)
- Jessi Colter Sings Just for Kids: Songs from Around the World (1996)
- Out of the Ashes (2006)
- The Psalms (2017)

### Album i samarbete med andra artister
- Wanted! The Outlaws (med Waylon Jennings, Willie Nelson och Tompall Glaser) (1976)
- Leather and Lace (med Waylon Jennings) (1981)
- White Mansions (med Waylon Jennings, John Dillon, Steve Cash och Eric Clapton) (1978)